# Campo per le famiglie di Terezín a Auschwitz-Birkenau

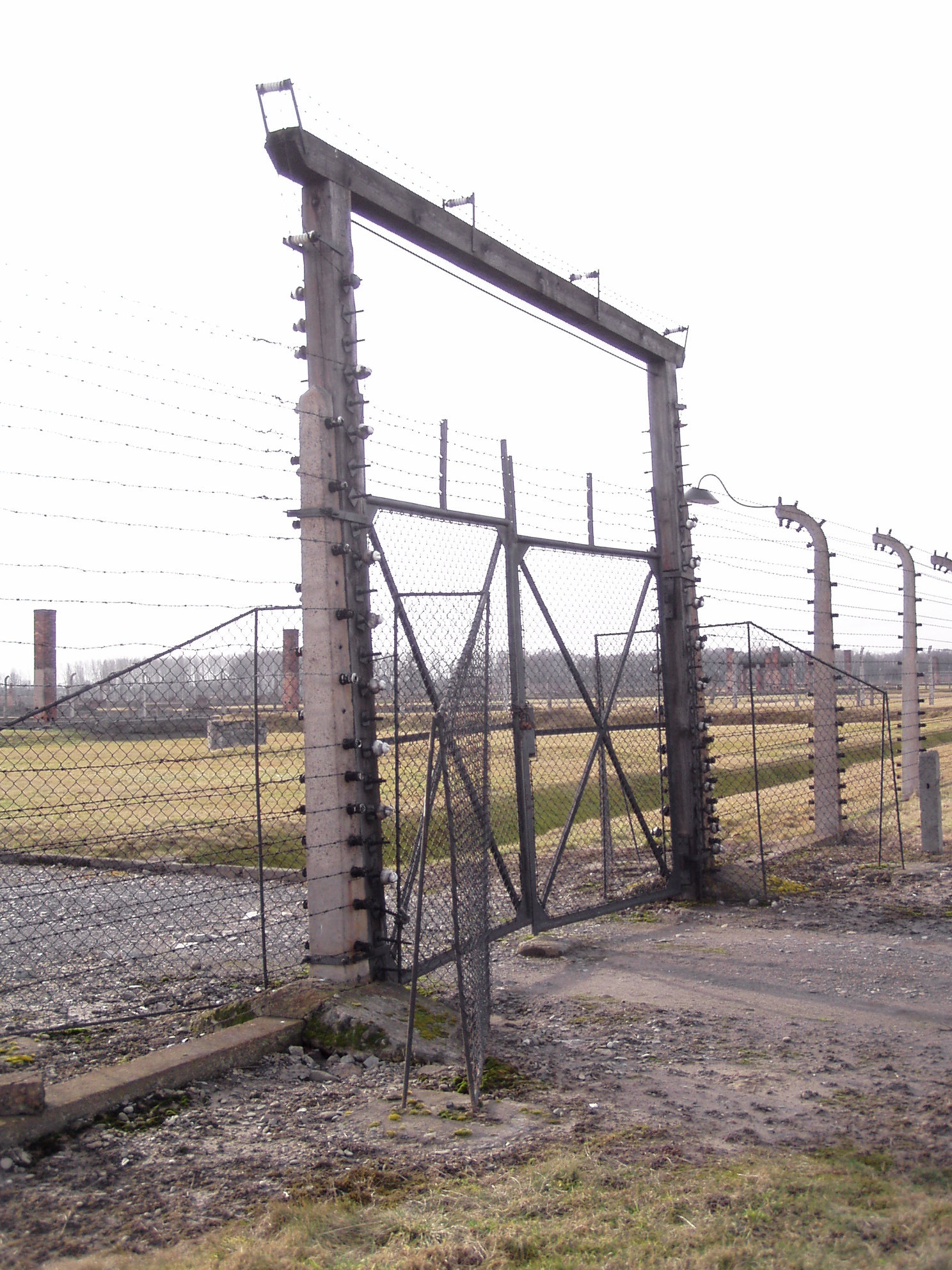
L'ingresso al campo per le famiglie di Terezin a Birkenau

Il campo per le famiglie di Terezín ad Auschwitz-Birkenau (il cosiddetto Theresienstädter Familienlager) fu operativo dal settembre 1943 al luglio 1944. In quei dieci mesi, per motivi propagandistici, le autorità naziste decisero di duplicare temporaneamente nel campo di sterminio di Birkenau (sezione BIIb) le condizioni del "ghetto-modello" di Theresienstadt (Terezín), deportandovi circa 17.500 ebrei che vi erano rinchiusi (in gran parte provenienti dalla Boemia e Moravia, ma anche da Germania, Austria e Paesi Bassi). La maggior parte dei residenti furono uccisi nelle camere a gas in due riprese, l'8 marzo 1944 e quindi tra il 10 e il 12 luglio 1944, quando il campo per famiglie fu definitivamente chiuso. Solo 1.167 persone sopravvissero.

## Gli arrivi
Il primo trasporto di prigionieri da Terezín al campo di sterminio di Birkenau fu effettuato il 26 ottobre 1942. Altri 5 trasporti giunsero nel gennaio-febbraio 1943. Circa 9.000 persone giunsero così  ad Auschwitz da Terezin tra il 1942 e l'inizio del 1943. I prigionieri (malati, anziani, donne e bambini) erano di regola avviati alle camere a gas eccetto una minoranza di uomini e donne abili selezionati per il lavoro coatto. 
I 5.000 prigionieri che giunsero ad Auschwitz da Terezín in due trasporti l'8 settembre 1943 furono invece avviati ad un campo per famiglie appositamente predisposto all'interno di Birkenau. Si trattava per la maggior parte di ebrei cechi (solo 127 venivano dalla Germania, 92 dall'Austria e 11 dai Paesi Bassi); pochi erano gli anziani, 250 erano i bambini di età inferiore ai 15 anni. I deportati ricevettero dei "privilegi" inusuali: all'arrivo al campo non ebbero da subire la selezione, né furono sottoposti al rituale umiliante della rasatura e, pur abitando in baracche distinte per sesso, le famiglie non furono divise nelle varie sezioni del campo. Eguale trattamento ricevettero i due altri trasporti del dicembre 1943 con i quali altri 5000 ebrei giunsero nel campo per famiglie. 
Se i primi trasporti avvenuti nel 1943 erano composti da giovani, provenienti da Boemia e Moravia, i 7.500 prigionieri che giunsero in tre trasporti nel maggio 1944 erano invece in massima parte anziani, malati, disabili che furono deportati da Terezin nell'imminenza della visita della Croce Rossa il 23 giugno 1944, perché il campo risultasse meno affollato e i residenti sembrassero essere tutti in buona salute. Di questi trasporti facevano parte ebrei dalla Cecoslovacchia (2.453) ma soprattutto dalla Germania (3.125), Austria (1.276) e Paesi Bassi (559). 
In totale quindi circa 17.500 ebrei arrivarono al campo per le famiglie di Terezin a Birkenau (5.000 nel settembre 1943, 5000 nel dicembre 1943, e 7.500 nel maggio 1944). Nel periodo considerato un solo altro trasporto giunse da Terezin a Birkenau, nell'ottobre 1943. Si trattava di un convoglio speciale di 1.196 bambini provenienti dalla liquidazione del ghetto di Bialistok, i quali dall'agosto 1943 avevano fatto sosta per qualche mese a Terezin. Giungevano adesso a Birkenau accompagnati dai 53 "volontari" che si erano presi cura di loro a Terezin. Furono tutti immediatamente condotti alle camere a gas. 

## Le condizioni di vita
Nel campo per le famiglie, denominato sezione BIIb a Birkenau, i detenuti dovevano vivere in una serie di baracche collocate in una stretta e fangosa striscia di terra lunga 600 m e larga 160 m, circondata da una recinzione elettrificata. Le condizioni di vita erano durissime. A capo della sezione era Arno Böhm, un criminale tedesco, considerato uno dei Kapo' più spietati di Auschwitz. I prigionieri soffrirono per la fame, il freddo, la fatica, le malattie, la disciplina e la scarsa igiene. Il tasso di mortalità non era più basso che nel resto di Auschwitz (superando il 20%). I bambini erano alloggiati nelle baracche con gli adulti, furono tuttavia autorizzati a trascorrere la giornata in una loro baracca, dove i loro insegnanti guidati dal carismatico Fredy Hirsch li impegnavano in lezioni improvvisate e giochi. Per loro Dina Babbitt (Dinah Gottliebová) dipinse su una parete della baracca un'immagine di Biancaneve e i Sette Nani, ispirata ai suoi ricordi del film della Disney.
Anche se non sono del tutto chiare le circostanze che portarono alla creazione del campo per famiglie di Terezín con i suoi "privilegi" insoliti, l'iniziativa fu legata ai tentativi dei nazisti di nascondere il genocidio degli ebrei al mondo esterno e alla visita del Comitato internazionale della Croce Rossa a Terezín il 23 giugno 1944. Ai prigionieri del campo per famiglie fu ordinato a scrivere cartoline dal "campo di lavoro" di Birkenau ai loro parenti e amici di Terezín, perché acquisissero la falsa idea, davanti ai commissari della Croce Rossa, che i loro genitori, figli e fratelli di Birkenau stavano tutti bene ed erano soprattutto vivi.

## La liquidazione del campo
I prigionieri scoprirono ben presto che il trattamento "privilegiato" era a termine, per soli 6 mesi. Nel marzo 1944 ai 5.000 prigionieri giunti nel settembre 1943 fu detto che sarebbero stati trasferiti al "campo di lavoro di Heydebreck". In realtà, nella notte dell'8 marzo 1944, i camion si diressero alle camere a gas di Auschwitz. Fredy Hirsch tentò il suicidio e fu condotto in coma alle camere a gas. Solo 38 persone di quei trasporti furono risparmiate. Da quel momento, i rimanenti prigionieri del campo per famiglie vissero nella consapevolezza che avrebbero presto incontrato lo stesso destino.
Effettuatasi la visita della Croce Rossa a Terezin nel giugno 1944, il campo non era più necessario e si procedette immediatamente all'inizio di luglio 1944 alla sua liquidazione. Questa volta ci furono delle selezioni: i prigionieri "abili" di età superiore ai 14 anni furono mandati al lavoro coatto, mentre un gruppo di 89 adolescenti fu personalmente selezionato da Josef Mengele. I circa 6-7.000 prigionieri rimasti nel campo per famiglie furono uccisi nel corso di due notti, tra il 10 e il 12 luglio 1944. Dei 17.500 prigionieri di Terezín inviati al campo di famiglia di Birkenau, solo 1.167 sopravvissero all'Olocausto, tra cui un centinaio di bambini e adolescenti. La liquidazione del campo familiare l'8 marzo e il 10 e il 12 luglio 1944 fu il maggiore omicidio di massa dei cittadini cecoslovacchi durante la seconda guerra mondiale.
Undici trasporti giunsero da Terezin dopo la liquidazione del campo per famiglie a Birkenau, nel settembre-ottobre 1944. Essi furono tutti soggetti alle "normali" procedure di selezione e sterminio in vigore ad Auschwitz-Birkenau che portarono alla morte immediata della stragrande maggioranza dei circa 18.500 deportati.